# 相対危険度
相対危険度（そうたいきけんど、relative risk, risk ratio, RR）とは疫学における指標の1つで、リスク比とも呼ばれ、暴露群と非暴露群における疾病の頻度を比で表現したもの。そのまま比率として表すが、百分率で表す場合もある。相対危険度は暴露群の発生率を非暴露群の発生率で割ることにより求めることができ、暴露因子と疾病発生との関連の強さを示す指標となる。主にコホート研究で用いられる。
相対危険度は、暴露群の非暴露群に対する発症リスクの比であり、一般的には一定期間における「累積率罹患率」の比である。また、単位期間における「罹患率」の比が使用される場合もある。
|          | 疾病あり | 疾病なし | 計  |
| -------- | -------- | -------- | --- |
| 暴露あり | A        | B        | A+B |
| 暴露なし | C        | D        | C+D |
| 計       | A+C      | B+D      | T   |

{\displaystyle RR={\cfrac {\cfrac {A}{A+B}}{\cfrac {C}{C+D}}}}
RR:相対危険度
「相対危険度」が1（100％）であれば暴露群も非暴露群も発生率は等しいが、「相対危険度」が1（100％）より大きければ暴露群の方が非暴露群よりも発生率が高くなり、「相対危険度」が1（100％）よりも小さければ暴露の方が非暴露群よりも発生率が低くなる。
「相対危険度」が1を上回る場合は「過剰相対危険度（余剰リスク，相対リスク増加）」、「相対危険度」が1を下回る場合は「相対リスク減少」を求められる。
暴露群の発生率ではなく、集団全体の発生率を用いたリスクの比は、「人口相対危険度」となる。
主に閉じたコホート研究で累積率比（cumulative rate ratio）が用いられる。
開いたコホート研究では、人年法を用いた率比（rate ratio）を計算するか、コックス比例ハザードモデルを用いた生存分析によりハザード比を計算できる。リスク比は「一定期間内の平均の発生率の比」であり、追跡期間中のリスクが一定と仮定しているが、ハザード比は「ある瞬間における発生率の比」であり、追跡期間中にリスクが変化している場合も考慮される。
コホート研究では相対危険度、寄与危険度ともに算出できるが、症例対照研究では算出できず、算出が可能な「オッズ比」を「相対危険度」として代用する。
修正オッズ比に対応して、両者のリスクの分子に0.5を加算して算出したリスク比を修正相対危険度（修正リスク比）と呼ぶことがある。
{\displaystyle RR={\cfrac {\cfrac {A+0.5}{A+B}}{\cfrac {C+0.5}{C+D}}}}
RR:修正相対危険度（修正リスク比）

## オッズ比
{\displaystyle OR={\cfrac {\cfrac {A}{B}}{\cfrac {C}{D}}}={\cfrac {AD}{BC}}}
OR：オッズ比
オッズ比は、暴露群の非暴露群に対する発症オッズの比である。発症オッズは、「発症リスク/(1－発症リスク)」であり、「発症するリスクと発症しないリスクの比」である。
症例対照研究では通常相対危険度を計算できないため、オッズ比で代用する。オッズ比には対称性があり、症例群の対照群に対する暴露オッズの比を求めても同じ値となる。そのため、コホート研究でも症例対照研究でも横断研究でも「オッズ比」は算出が可能であり、共通した指標として使用できる。また、頻度が稀な疾病の場合は「リスク比はオッズ比に近似」できる。一方、症例対象研究の変法である、ケース・コホート研究ではリスク比が計算できる。オッズ比は、ロジスティック回帰モデルでも利用される。
{\displaystyle OR={\cfrac {\cfrac {A+0.5}{B+0.5}}{\cfrac {C+0.5}{D+0.5}}}}
OR：修正オッズ比
オッズ比は、確率ではなくオッズを用いるため、オッズの分母が0になる場合（発症しない確率が0の場合）は計算できなくなる。そのため、分割表内に0の度数がある場合は、それぞれの度数（オッズの分子・分母）に0.5を加算して算出した「修正オッズ比」が使用される。
{\displaystyle log{\cfrac {P}{1-P}}=a+b1x1+b2x2+b3x3}
対数オッズ（log Odds＝log(P/(1-P)）は、確率を変数としたロジット関数（log(P/(1-P)＝log P－log(1-P)＝logit (P)＝log Odds）で表される。
{\displaystyle P={\cfrac {exp(a+b1x1+b2x2+b3x3)}{exp(a+b1x1+b2x2+b3x3)+1}}}
確率は、オッズを変数としたロジスティック関数で表される。
{\displaystyle P={\cfrac {1}{1+exp(-(a+b1x1+b2x2+b3x3))}}}
exp (bn)：各パラメータの調整オッズ比
ロジスティック回帰モデルでは、「あり/なし」の2値変数における確率を変数としたロジット関数が、オッズの対数（対数オッズ）となることを利用する。これにより確率は、オッズを変数としたロジスティック関数（ロジット関数の逆関数）によって表される。暴露群および非暴露群において、それぞれオッズの対数（対数オッズ）が、複数の説明変数の線形和で表される。説明変数が2値変数の場合は、各説明変数の係数が、その要因の「調整オッズ比」の対数（対数オッズ比）となる。説明変数が連続変数の場合は、各説明変数の係数が、その要因が1増加した場合に増加するオッズの対数（対数オッズ）となる。

## ハザード比
{\displaystyle HR={\cfrac {h(t)}{h0(t)}}}
HR:ハザード比
h(t)：ハザード関数（暴露群のハザード）
h0(t)：基準ハザード関数（非暴露群のハザード）
ハザード関数は、生存分析において「追跡時間t後の瞬間死亡率」である。「追跡時間t後の生存者が(t+⊿)後に死亡する条件付き確率」が「追跡時間t後から(t＋⊿)後における単位時間の死亡率（平均死亡率）」であり、それの「⊿t→0への極限」をとった値が「追跡時間t後の瞬間死亡率」となる。生存分析は、イベントが「生存/死亡」のような「あり/なし」の2値変数であれば、疾病の発生率などにも応用でき、イベント発生までの期間を解析してハザード比を求める。
{\displaystyle S(t)=exp(-mt)}
指数関数近似では、生存関数S(t)は時定数mの生存期間tを変数とした減少性の指数関数で表される。
{\displaystyle m=-({\cfrac {1}{t}})logS(t)}
時定数mは、生存関数S(t)の対数と-(1/t)の積で表される。指数関数近似ではハザードは一定と仮定されており、時定数mがハザードとなる。
{\displaystyle HR=b1x1+b2x2+b3x3}
exp(bn)：各パラメータの調整ハザード比
コックス比例ハザードモデルでは、暴露群と非暴露群において、時々刻々と死亡や罹患のリスク（ハザード）が変化する場合を対象とするが、暴露群と非暴露群のハザードの比がどの時点でも一定と仮定（比例ハザード性を前提）して解析する。ハザード比の対数が、複数の説明変数の線形和で表され、各説明変数の係数が、その要因の調整ハザード比の対数となる。

## リスク差
「リスク差」は、一般的には「寄与危険度（attributable risk）」として利用される。